# Tresner Horn
Das Tresner oder Treser Horn (italienisch Corno di Tres, auch im Deutschen geläufig) ist ein 1812 m s.l.m. hoher Berg in der südlichen Hälfte des Mendelkamms, der zur Nonsberggruppe in den Alpen gerechnet wird und nach Tres benannt ist.

## Lage und Umgebung
Das Tresner Horn ist die höchste einer Reihe wenig markanter Erhebungen im südlichen Mendelkamm zwischen dem Roen (2116 m) im Norden und der Wiggerspitze (Cima Roccapiana, 1873 m) im Südwesten. Der grob in Nord-Süd-Richtung verlaufende Kamm trägt auf der Höhe des Tresner Horns die Grenze zwischen Südtirol und dem Trentino. Der Gipfel stellt den höchsten Punkt im Gebiet der Unterlandler Gemeinde Kurtatsch dar und gehört auf seiner Nonstaler Seite zur Gemeinde Predaia.

## Anstiege
Der Gipfel des Tresner Horns ist über markierte Wanderwege aus nördlicher und südlicher Richtung erreichbar und mit kurzen Schiebepassagen sogar Mountainbike-Fahrern zugänglich. Die kürzesten und recht steilen Zustiege von Südtiroler Seite erfolgen vom südöstlich vorgelagerten Fennberg aus über den Räther-Steig und das Fenner Joch, einen Kammeinschnitt südlich des Tresner Horns, oder von Fennhals aus über den Sattelsteig, der nördlich des Tresner Horns die Kammhöhe erreicht.